# Janusz Frankowski

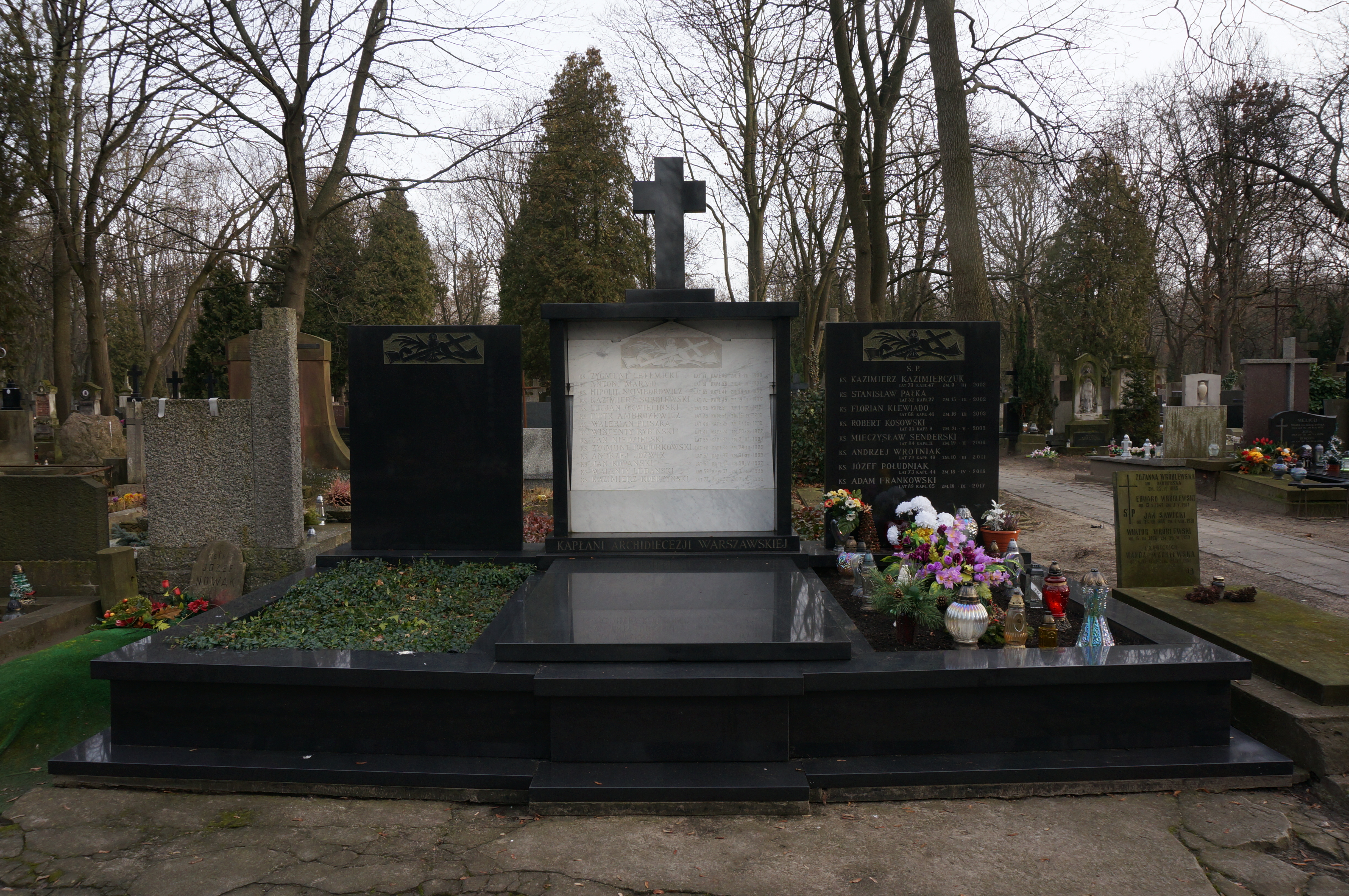
Grobowiec kapłanów archidiecezji warszawskiej w którym pochowany został Janusz Frankowski

Janusz Adam Frankowski (ur. 24 września 1928 w Warszawie, zm. 16 września 2017) – polski biblista, profesor nauk teologicznych, profesor Akademii Teologii Katolickiej w Warszawie, duchowny rzymskokatolicki.

## Życiorys
Absolwent VI Liceum Ogólnokształcącego im. Tadeusza Reytana w Warszawie (1947). W 1947 wstąpił do Warszawskiego Seminarium Duchownego, a w 1952 otrzymał święcenia kapłańskie z rąk metropolity Stefana Wyszyńskiego. 
Po święceniach został wikariuszem w parafii Przemienienia Pańskiego w Lubanii, następnie w Piasecznie, a od 15 marca 1955 do stycznia 1957 w parafii Matki Bożej Królowej Polski w warszawskim Aninie, a następnie w parafii św. Franciszka z Asyża na warszawskim Okęciu.
W latach 1958–1965 studiował w Papieskim Instytucie Biblijnym w Rzymie, otrzymując doktorat nauk biblijnych. Po 1965 wykładał w Akademii Teologii Katolickiej, a w 1982 habilitował się. Od 1983 był kierownikiem katedry egzegezy Nowego Testamentu. W 1994 uzyskał tytuł naukowy profesora nauk teologicznych.
Był autorem kilkudziesięciu artykułów i redaktorem kilku prac zbiorowych. Był redaktorem 9-tomowego cyklu podręczników Wprowadzenie w myśl i wezwanie ksiąg biblijnych, wydawanego od 1987 przez ATK, a następnie UKSW.
Przez 20 lat pracował nad opracowaniem Biblii Jakuba Wujka w transkrypcji typu „B” (zachowanie języka staropolskiego z zastosowaniem współczesnej ortografii i interpunkcji). Za pracę tę otrzymał Nagrodę Literacką im. Franciszka Karpińskiego.
Od 27 stycznia 1978 do 4 czerwca 1997 był rezydentem w parafii św. Michała i św. Floriana nw warszawskiej Pradze, następnie był rezydentem w Laskach. Od 1997 przebywał na emeryturze, mieszkał w Domu Księży Emerytów w Otwocku.
Od 2000 był kapelanem Jego Świątobliwości.
21 września 2017 został pochowany w grobowcu kapłanów archidiecezji warszawskiej na cmentarzu Powązkowskim (kwatera 203–5/6–26/27/29).

## Wybrane publikacje
- Biblia w przekładzie księdza Jakuba Wujka. Vocatio. ISBN 83-7146-108-9. Brak numerów stron w książce
- Janusz Frankowski, Stanisław Potocki: Mądrość starotestamentowego Izraela: Przysłowia, Hiob, Kohelet, Syrach, Księga Mądrości. Warszawa: Akademia Teologii Katolickiej, 1999. ISBN 83-7072-121-4. Brak numerów stron w książce
- Spotkanie ze starożytną Mezopotamią, wyd. PETRUS, Kraków 2014